# Jacques Pohier
Jacques Pohier, né le 23 août 1926 à Étrépagny et mort le 15 octobre 2007 aux Hermites, est un théologien français, dominicain jusqu'à sa sortie de l'ordre en 1989, bien après sa condamnation par l'Église catholique en avril 1979. Engagé pour le droit à l'euthanasie en France, il préside de l'Association pour le droit de mourir dans la dignité de 1992 à 1995.

## Biographie
Jacques Pohier naît le 23 août 1926 à Étrépagny, dans le département de l'Eure. Il entre en 1949 dans l'Ordre des Prêcheurs (dominicain), et est ordonné prêtre le 4 juillet 1954. Se destinant à la théologie morale, il décide d’acquérir une spécialisation en psychologie à sa sortie du couvent d’études. Il passe alors trois ans à l’Université de Montréal (Canada) de 1956 à 1959 où il soutient un doctorat de philosophie sur l’apport de Jean Piaget à la compréhension de la pensée religieuse. Il est ensuite professeur de théologie morale, puis doyen du Centre d'études du Saulchoir de 1970 à 1974. De 1962 à 1966, il fait une analyse personnelle avec Serge Leclaire puis poursuit sa formation psychanalytique, en particulier dans les séminaires de  Études freudiennes de Conrad Stein. En 1977, il publie "Quand je dis Dieu", exposant sa lecture psychanalytique des écritures et critiquant la fascination morbide de l’Église pour la Passion du Christ, le sacrifice expiatoire du Christ pour le pardon des péchés et sa résurrection corporelle miraculeuse aux dépens du message évangélique. Jacques Pohier parle de re-susciter l’esprit du message de Jésus et non de sa résurrection. Dans la continuité de l'ouverture à la modernité du IIe concile œcuménique du Vatican, il prend des positions bioéthique progressistes quant à la contraception, l'avortement et l'euthanasie,,.
En réaction, le 21 avril 1979, Jacques Pohier est interdit d'enseigner, de prêcher et de célébrer la messe par la Congrégation pour la doctrine de la foi,. Les réactions de soutiens sont nombreuses, faisant un parallèle avec la mise à l'index d'autres théologiens catholiques du début du mandat de Jean-Paul II, comme le Suisse Hans Küng et le Hollandais dominicain Edward Schillebeeckx,,. En 1985, Jacques Pohier fit paraître un gros ouvrage dans lequel il raconte son parcours intellectuel et spirituel : « Dieu, fractures », une méditation théologique, autobiographique, de critique institutionnelle et de psychanalyse. On ne saurait ici résumer son argumentation. Ayant décrit la « décomposition » d’un monde qui lui avait jusque-là fourni son assise, l’auteur raconte comment il en est venu à passer sur « l’autre versant ». Il désigne par là une nouvelle condition inédite de l’existence croyante, où des fondements séculaires, notamment à propos de l’interprétation de la résurrection et de la mort, de la gestion catholique de la sexualité, de la culpabilité, ont perdu leur évidence. Jacques Pohier se voit contraint d’abandonner un processus de « totalitarisation » qui touche, par-delà l’embrigadement ecclésiastique dans l’état sacerdotal ou religieux, le visage de Dieu lui-même. Voici ce qu’il écrit à la page 387 de son ouvrage : « Que Dieu ne soit pas tout, mais qu’il soit Dieu, voilà ce qui, depuis des mois et des années, m’apparaissait comme une Bonne Nouvelle sur Dieu et sur les humains. Car si une telle façon de voir entraîne bien des fractures, brise bien des idées et des institutions de notre foi, brise nombre de nos représentations de Dieu, il me semble que ce sont là des fractures qui brisent surtout le carcan dans lequel nous étouffons, et nous permettent de nous tenir debout, vivants ».
Il quitte l'ordre dominicain en 1989, et s'engage dans l'Association pour le droit de mourir dans la dignité (ADMD). Il en est élu secrétaire général, puis président de 1992 à 1995. Il meurt le 15 octobre 2007 aux Hermites (Indre-et-Loire).

## Ouvrages
- Psychologie et Théologie, 1967
- Au nom du Père, 1972
- Quand je dis Dieu, Paris, Le Seuil, 1977, 246 p. (ISBN 2-02-004702-0, BNF 34711670)
- Dieu, fracture, 1985[13]
- La mort opportune, les droits des vivants sur la fin de leur vie, Paris, Le Seuil, 1998, 361 p. (ISBN 2-02-034973-6, BNF 36992250)
- La Mort opportune. Le droit des vivants sur leur fin de vie, Le Seuil, 2004[14]